# Periscepsia delphinensis
Periscepsia delphinensis là một loài ruồi trong họ Tachinidae.